# 艾莉森
《艾莉森》是小說家時雨澤惠一跟插畫家黑星紅白繼奇諾之旅後另一於電擊文庫連載的輕小說，共有三集。台灣中文版由台灣角川發行。該作品與續作莉莉亞&特雷茲將一同以艾莉森與莉莉亞為名，於2008年4月在NHK、BS2頻道播出電視動畫
。

## 世界觀
故事內的世界大約與現實中的1930到40年代相當。當時飛機剛發明不久，主要在戰爭中使用，一般旅行大多乘坐火車。故事中的世界只有一個大陸存在，而這個大陸被中央的路妥尼河及中央山脈分隔成東西兩部份。大陸東側為洛克希昂努聯邦（簡稱洛克榭，官方語言為洛克榭語）及西側貝佐·伊爾拓亞聯合王國（簡稱斯貝伊爾，官方語言為貝佐語）。兩方對於「哪一邊才是人類的起源」這個問題爭執不下，最後訴諸於戰爭。雖然現在是休戰狀態，但仍然常有武裝衝突。最近一次是世界曆3277年時發生的列司托奇島（一座路妥尼河上的小島）紛爭。
洛克榭的姓名命名方式為，姓氏在名字後面；而在斯貝伊爾則是姓氏位於名字之前。

## 故事簡介
- 艾莉森Ⅰ

世界曆3287年，大陸東側的學生維爾赫姆·休爾茲與軍人艾莉森·威汀頓有一天偶然的遇到了一位以愛吹牛出名的老人，並從老人那聽聞了祕寶的故事。這個秘寶，據說可以終止洛克榭與斯貝伊爾的戰爭，是非常珍貴的寶物。然而，老人卻在他們兩人的面前被綁架了。相信老人所言的兩人，就這樣開始尋寶之旅。
- 艾莉森Ⅱ——白晝夜夢

維爾利用冬季研修旅行的機會，到中央山脈東緣的伊庫司托法（簡稱伊庫司）王國旅行。在這裡偶然巧遇了進行共同演習的艾莉森及班奈迪。後來三人偶然拜訪某個村莊，卻意外的發現伊庫司王國的公主菲歐娜。為了幫助菲歐娜回到伊庫司的首都說明身份，三人駕駛飛機進行了一次冒險。
- 艾莉森Ⅲ〈上〉——車窗外的路妥尼河
- 艾莉森Ⅲ〈下〉——名為陰謀的列車

大陸兩側的戰爭結束了，兩國也決定建設一條橫跨路妥尼河，連接兩國的鐵路。鐵路完工後，維爾、艾莉森與菲歐娜接受班奈迪的邀請，乘坐列車前往斯貝伊爾旅行。途中結識了陸軍少校史托克。原本愉快的旅途中，居然發生了殺人事件，最後四人甚至還被軍隊追殺。一切的陰謀，似乎都與列車上的乘客，泰洛爾鋼鐵集團總裁泰洛爾有關。

## 人物介紹
聲優為廣播劇CD的聲優。
- 艾莉森·威汀頓（聲優：水樹奈奈）

17歲。洛克榭空軍伍長，是個十分開朗，行動力滿溢的少女。擁有漂亮的金髮及藍色的眼睛。8歲時擔任軍人的父親戰死，於是被送到孤兒院「未來之家」，在那邊遇見了維爾。在到「未來之家」之前，就會說貝佐語了。運動能力極好，飛行技術也很棒，但不知為什麼射擊極差（5公尺外的目標都無法射中），不過操縱戰鬥機機槍射擊又很拿手。喜歡維爾。
- 維爾赫姆·休爾茲（聲優：喜安浩平）

17歲。通常簡稱維爾。3歲時，被雙親拋棄在「未來之家」門前。現在就讀洛克榭境內拉普脫亞共和國的洛．史涅昻高等紀念學校5年級。
性格溫和，成績優異。從小時候開始就被艾莉森使喚，但本人卻沒說什麼。用槍技巧高明，曾獲得卡西亞（拉普脫亞共和國的古都）慶典中射擊比賽第六名，在小說中也常常發揮這個專長。擁有敏銳的洞察力及超人的記憶力，在小說中擔任解謎的工作。不過，對於戀愛的事情實在太過於遲鈍，常常讓艾莉森嘆息。
- 卡爾·班奈迪（聲優：子安武人）

24歲。為斯貝伊爾空軍最年輕的少校飛行員，卡爾是他的姓。他在發現造成兩國停戰的壁畫祕寶（第一集）之後成為舉世聞名的英雄，但是本人似乎頗為不滿。曾經寫情書給艾莉森。喜歡向女孩子搭訕。
- 法蘭契斯卡（菲歐娜）（聲優：能登麻美子）

20歲。洛克榭內的國家——伊庫司王國的下一任女王。在第二集中維爾等人前去拜訪的村莊中出現。在菲歐娜心中有一個隱藏的秘密、和一個被託付的心願。而這些都在艾莉森、維爾和班奈迪的幫助之下，才成功的實現。十分喜歡照相。實際身分是法蘭契斯卡的雙胞胎妹妹。
- 寇拉松·穆特

於洛克榭經營孤兒院「未來之家」的老婆婆。是個受人尊敬、洞察力敏銳的人。原本是斯貝伊爾的貴族，後來逃亡到洛克榭。半年前已故。
- 特拉伐斯·拉蒂亞

住在斯貝伊爾邊境軍事緩衝帶附近的50歲左右女性。由於爸爸、丈夫及兩個小孩都在戰爭中死亡，故十分憎恨洛克榭。與艾莉森及維爾相處一天後而有所改變。
- 瓦爾塔

年過七十的老人，其真實身分是在三十五年前奉命對敵軍發動毒氣攻擊的瓦爾塔·馬克米蘭中校，當年行動時偶然發現壁畫，因全體隊員反此壁畫的存在而將所有隊員都殺害了，然而當時的局勢不利於發表壁畫的存在，所以這秘密被隱藏了近三十五年之久，最後於斯貝伊爾基地對艾莉森與維爾說出壁畫地點後自殺身亡。
- 葛拉茲上尉

莉莉亞&特雷茲中葛拉茲·愛克善庭之父，三十餘歲的陸軍上尉，參與綁架瓦爾塔·馬克米蘭中校的成員之一（就是在瓦爾塔家中自稱是鎮公所人員的男人），最後在發現壁畫的山洞中被維爾以手槍擊斃。
在莉莉亞&特雷茲中其女葛拉茲·愛克善庭（愛克絲）擔任特拉伐斯（維爾赫姆·修爾茲）的部下。
- 奧斯卡·威汀頓

艾莉森的爸爸。原洛克榭少校，在3277年的戰爭中戰死，懷疑是屬下反叛而將他殺害。事實上是斯貝伊爾的間諜，假裝死亡後帶著情報回到斯貝伊爾。
史托克·富連是
奧斯卡在列車事件中使用的假名。大約40歲，中等身材，擁有藍色的眼睛，戴著圓框眼鏡，看起來很有學者氣息。不過，其實是個可以因為任務而犧牲無關的人的無情男人。
埃卡西亞·庫羅斯
奧斯卡在列車事件後所使用的名字。邀請維爾進入斯貝伊爾的情報部工作。
- 歐文·尼希特

伊庫司王國的政治家。洛克榭首都郡斯特出身。45歲。反對伊庫司從洛克榭聯邦獨立派。泰洛爾財團經營顧問。有一個6歲的女兒克蕾兒。
- 維爾的好友

維爾的同學，本名不明。事實上是拉普脫亞共和國第三大富豪愛普斯坦家的公子。雖然在全部的故事中都有登場，但最後作者還是沒有給他取名字。雙親大概40歲左右。有一個妹妹名叫尤菲蜜亞，非常喜歡維爾，曾向他求婚。

## 小說列表
譯名和ISBN以台灣中文版為準。
- 艾莉森Ⅰ986-7189-16-7
- 艾莉森Ⅱ——白晝夜夢 986-7189-68-X
- 艾莉森Ⅲ〈上〉——車窗外的路妥尼河 986-174-003-1
- 艾莉森Ⅲ〈下〉——名為陰謀的列車 986-174-024-4

## 註腳
1. ↑  （日語） 電擊文庫 的存檔，存档日期2007-10-12.。
2. ↑  （日語） NHK・BS2でアニメ『アリソンとリリア』の放送が決定！ （页面存档备份，存于）